# Rivière Nestaocano
La rivière Nestaocano est un affluent de la rivière du Chef, coulant dans le territoire non organisé de Rivière-Mistassini, dans la municipalité régionale de comté (MRC) de Maria-Chapdelaine, dans la région administrative de Saguenay-Lac-Saint-Jean, au Québec, au Canada. Le cours inférieur de la rivière traverse successivement les cantons de Hertel, de Belvèze, de Denys, de Corbeil et de Guyart.
La partie supérieure de la vallée de la rivière Nestaocano est desservie par quelques routes forestières secondaires qui se connectent une route forestière principale route 167 venant de Chibougamau en passant à l’Est du lac Mistassini. La route forestière R0203 (sens Nord-Sud) dessert la vallée de la rivière Hilarion, de la rivière du Chef et de la rivière Nestaocano ; cette route débutant au Sud à la jonction de la route 167 laquelle reliant Chibougamau à Saint-Félicien (Québec).
La surface de la rivière Nestaocano est habituellement gelée de la fin octobre au début mai, toutefois la circulation sécuritaire sur la glace se fait généralement de la mi-novembre à la fin d'avril.

## Géographie
Les bassins versants voisins de la rivière Nestaocano sont :
- côté nord : lac Grenier, rivière Métawishish, rivière Témiscamie, lac Albanel ;
- côté est : lac Dalcourt, lac Hertel, Petit lac Hertel, rivière Ouasiemsca, lac Fleuricourt, lac Lerreau, lac Clérac ;
- côté sud : rivière du Chef, rivière Azianne, lac Bourgat, rivière Ashuapmushuan ;
- côté ouest : rivière Nestaocano Ouest, rivière du Chef, rivière l’Épervier (rivière du Chef), lac File Axe, lac Margonne, rivière de la Petite Meule, lac Jumonville[2].

Située au nord du lac Saint-Jean, la rivière Nestaocano prend sa source à la ligne de partage des eaux des versants du lac Mistassini (région Nord-du-Québec) et de la rivière Ashuapmushuan (région Saguenay-Lac-Saint-Jean), soit du côté Sud du lac Grenier. La partie supérieure de la rivière Nestaocano s’avère la continuité vers le Sud de la vallée de la rivière Métawishish (bassin versant du lac Mistassini).
Le petit lac de tête de la rivière Nestaocano est située à :
- 7,1 km au Sud-Est du pont de la route forestière R0203 (sens Nord-Sud) ;
- 17,1 km au Sud-Est de la route 167 ;
- 26,0 km au Sud-Est du lac Albanel ;
- 38,4 km à l’Est du lac Mistassini ;
- 65,1 km au Sud-Est du centre du village de Mistissini (municipalité de village cri) ;
- 110,5 km au Nord-Est d’une baie du Nord-Est du lac Chibougamau ;
- 121,4 km au Nord de l’embouchure de la rivière Nestaocano (confluence avec la rivière du Chef) ;
- 152,9 km au Nord de l’embouchure de la rivière du Chef (confluence avec la rivière Ashuapmushuan)[2].

À partir du lac de tête, le courant de la rivière Nestaocano coule sur 185 km, entièrement en zone forestière et montagneuse, selon les segments suivants :
Partie supérieure de la rivière Nestaocano
- 6,9 km vers le Sud-Ouest, jusqu’à la décharge (venant du Nord) du lac Kaanamekuskaas ;
- 12,3 km vers le Sud dans un segment où les rives sont difformes à cause d’un ensemble de petits lacs formés par l’élargissement de la rivière, jusqu’à la décharge (venant de l’Est) d’un ensemble de plan d’eau dont le lac Clérac ;
- 14,6 km vers le Sud-Ouest, jusqu’à la décharge du Lac Lerreau (venant de l’Est) ;

Partie inférieure de la rivière Nestaocano
- 12,1 km vers le Sud-Ouest notamment en traversant sur 7,6 km un lac non identifié formé par l’élargissement de la rivière, jusqu’à la décharge (venant du Nord-Ouest) de lacs non identifiés ;
- 30,7 km vers le Sud, jusqu’à la décharge (venant de l’Est) d’un ensemble de plan d’eau dont le lac Hertel et le Petit lac Hertel ;
- 28,3 km vers le Sud, jusqu’à la limite Nord du canton de Belvèze ;
- 5,1 km vers le Sud dans le canton de Belvèze, en formant un crochet de 1,5 km vers l’Ouest, jusqu’à la confluence de la rivière Nestaocano Ouest ;

Partie inférieure de la rivière Nestaocano
- 4,9 km vers le Sud en formant vers l’Ouest une bouche serrée autour d’une presqu’île s’étirant sur 0,8 km vers l’Ouest, jusqu’à une rivière non identifiée (venant du Nord-Ouest) ;
- 4,3 km vers le Sud-Ouest dans le canton de Denys jusqu’à la limite Nord du canton de Corbeil ;
- 11,3 km vers le Sud-Ouest dans le canton de Corbeil, jusqu’à la décharge (venant de l’Est) d’un ensemble de lacs non identifiés ;
- 7,4 km vers le Sud-Ouest jusqu’à la limite de la MRC du Le Domaine-du-Roy ;
- 3,0 km vers le Sud dans la MRC du Le Domaine-du-Roy, en traversant la ligne de séparation des cantons de Corbeil et de Guyart jusqu’à l’embouchure de la rivière[2].

L’embouchure de la rivière Nestaocano (confluence avec la rivière du Chef) est située à :
- 32,5 km au Nord-ouest de l’embouchure de la rivière du Chef (confluence avec la rivière Ashuapmushuan) ;
- 136,2 km au Nord-Ouest de l’embouchure de la rivière Ashuapmushuan (confluence avec le lac Saint-Jean) ;
- 166,5 km au Nord-Ouest de l’embouchure du lac Saint-Jean ;
- 73,5 km à l’Est du centre-ville de Chibougamau[2].

À partir de l’embouchure de la rivière Nestaocano, le courant coule sur :
- 51,1 km vers le Sud (sauf un crochet vers l’Est) en suivant le cours de la rivière du Chef ;
- km vers le Sud-Est en suivant le cours de la rivière Ashuapmushuan, jusqu’à la rive Ouest du lac Saint-Jean ;
- vers l'Est en traversant le lac Saint-Jean[2].

## Toponymie
Eugène Rouillard (1914) cite la rivière sous le nom de Nestaskano. Il rapporte que l'explorateur Henry O'Sullivan (1901) la décrit comme «un magnifique cours d'eau d'une largeur moyenne de 300 pieds, d'une bonne profondeur et d'un courant uniforme.» Dans ses travaux, Jacques Rousseau (1948) signale que le père Albanel (1672) connaissait la Nestowkanow mais ne semble pas l'avoir nommée. Variante toponymique : Chistahkanaask Siipii.
Le toponyme « rivière Nestaocano » a été officialisé le 5 décembre 1968 à la Banque des noms de lieux de la Commission de toponymie du Québec, soit à la création de cette commission.